# 石橋秀一
石橋 秀一（いしばし しゅういち、1954年1月19日 - ）は、日本の実業家。ブリヂストン取締役代表執行役CEO。

## 人物・経歴
福岡県出身。福岡教育大学附属久留米中学校、久留米大学附設高等学校、静岡大学人文学部法経学科法学専攻卒業。
ブリヂストン入社、1989年ファイアストンタイヤ アンド ラバーカンパニー派遣。1990年ブリヂストン／ファイアストン インク ディレクター。1995年ブリヂストン／ファイアストン インク エグゼクティブ ディレクター。1997年ブリヂストン／ファイアストン インク ヴァイスプレジデント。2000年ブリヂストン／ファイアストン インク エグゼクティブヴァイスプレジデント兼取締役。2003年にアメリカ合衆国から日本へ帰任し、2004年ブリヂストン消費財タイヤ事業本部長に就任。2005年ブリヂストン執行役員。2012年ブリヂストン常務執行役員。2014年ブリヂストン専務執行役員。2016年ブリヂストン副社長。2016年ブリヂストン執行役副社長。2019年ブリヂストン代表執行役副会長。2020年ブリヂストン取締役代表執行役CEO。事業のソリューション化にあたる。